# Muzyka w starożytności
Muzyka w starożytności

## Chiny
Muzyka chińska jest najstarszą ze wszystkich. Sposób śpiewania odbiegał od naturalnego sposobu wydobywania dźwięków i zbliżał się do towarzyszących mu instrumentów. Słowa miały większą wagę niż melodia. Muzyką często zajmowali się cesarze. Powstała wówczas muzyka kultowa, wokalna, ludowa i kameralna.
Muzyka wyrastała z filozofii. Ideał to dźwięki długo brzmiące, wprowadzające słuchacza w określony stan emocji. Muzyka pomagała osiągnąć spokój. Powstaje pierwsza instytucja muzyczna – Cesarskie Biuro Muzyki.
Opierano się na skali pięciotonowej (pentatonika): c, d, e, g, a. Za Konfucjusza wprowadzono półtony. Każdy dźwięk w skali odpowiadał jednemu członkowi rodziny:
- c – mąż
- d – syn
- e – wnuk
- g – żona
- a – synowa

Instrumenty:
- strunowe szarpane: lutnia, harfa, cytra;
- aerofony: flet bambusowy, piszczałka, harmonijka ustna;
- perkusyjne: grzechotki, brzękadła, gong – pojedyncze lub zawieszone po kilka na jednej ramie.

Istotne były również dzwony, których barwa miała znaczenie symboliczne. Dźwięk dzwonu oznaczał jesień, przemijanie, metal. Barwa bębnów mogła być natomiast symbolem północy, zimy, wody czy skóry.
Muzyka wokalna została rozwinięta na gruncie obrzędów i biesiad. Śpiewano nosowo, melizmatycznie. Muzykę wokalną wykonywano a capella lub z towarzyszeniem instrumentów.
Wiadomości na temat starożytnej muzyki chińskiej czerpie się z obserwacji dzisiejszej muzyki ludowej. W obecnych czasach pieśni są wykonywane na wzór starożytnych pieśni obrzędowych, religijnych, historycznych.

## Mezopotamia
Muzyka związana z ceremoniałem religijnym (głównie Sumerowie) i jako muzyka dworska (Akadowie, Asyryjczycy). Wierzono, że między mikro- a makrokosmosem istnieje harmonia. Muzyka może odbijać harmonię dzięki proporcjom matematycznym. Muzyka starożytnej Mezopotamii wywarła wielki wpływ na dzieje muzyki europejskiej, ponieważ stała się jednym z jej źródeł (obok muzyki Egiptu legła u podstaw muzyki Izraela, a także antycznej Grecji).

### Teoria muzyki i szkoły
W Mezopotamii powstały zręby pierwszego systemu teoretycznego, łączącego muzykę, magię, astrologię i matematykę. Przez swój uporządkowany charakter muzyka łączona była z kosmosem, czyli ładem wszechświata; np. interwały muzyczne (unison, oktawa, kwinta, kwarta), będące niczym innym jak proporcjami matematycznymi, wynikłymi z podziału struny na części, łączono z porami roku. W ten sposób muzyka odbijała harmonię makrokosmosu. Te zagadnienia przejęli i rozwinęli w następnym tysiącleciu greccy pitagorejczycy.
Przez swój związek z magią muzyka dostępna była wyłącznie kapłanom. W zasadzie praktyka muzyczna (śpiewy, tańce) uznawana była za działanie magiczne, a więc posiadające moc sprawczą na równi z zaklęciami. Muzycy szkoleni byli w szkołach, początkowo istniejących wyłącznie przy świątyniach, gdzie oprócz wiedzy muzycznej szkolono ich w zakresie teologii, kosmologii czy wiedzy o demonach. W Mezopotamii nie znano notacji muzycznej, stąd wszystkie utwory przekazywane były na drodze pamięciowej.

### Instrumentarium i formy muzyczne
Znano liczne instrumenty, zbliżone do instrumentów starożytnego Egiptu (lira, harfa, flet, obój). Przedmioty te traktowane były jak obiekty magiczne o wielkiej mocy. W ciągu wieków ich konstrukcja ulegała zmianie; np. lira ewoluowała z postaci 3-strunowej (ok., 3000 p.n.e.) do 15-strunowej (ok. 2300 p.n.e.), podobnie jak harfa (ewolucja od 4 do 22 strun). W mezopotamskich instrumentach strunowych po raz pierwszy zastosowano progi na gryfach.
Z form muzycznych znano monodię oraz responsorium. Dominowała muzyka wokalna (zaklęcia, inkantacje).

## Starożytny Egipt
U Egipcjan muzyka była związana z religią, a także ze spędzaniem wolnego czasu. Obok muzyki wokalnej rozwijali także instrumentalną. Wykorzystywano instrumenty:
- dęte blaszane: trąba
- dęte drewniane: fletnia Pana
- strunowe szarpane: harfa, lutnia, lira
- perkusyjne: sistrum, bęben, tamburyn.

Za pomocą ruchów dłoni informowano śpiewaków o kierunku zmiany melodii (tzw. cheironomia, rozwijana też w muzyce europejskiego średniowiecza). Kapłanki mogły wykonywać muzykę. Od I tys. p.n.e. istniało szkolnictwo muzyczne.
Egipcjanie nie znali pisma nutowego, zatem dziś czerpie się wiadomości o egipskiej muzyce starożytnej z zachowanych zabytków czy traktatów teoretycznych. Na zabytkach architektonicznych były przedstawiane sceny z życia ludzi wysoko urodzonych lub kapłanów, którym towarzyszyli muzycy. Ponadto były utrwalane biesiady, tańce, obrzędy w świątyniach. Muzyków i śpiewaków przedstawiano na wprost siebie. Jednakże śpiewacy byli ważniejsi, ponieważ oni dawali znaki instrumentalistom. Muzyka była wykonywana prawdopodobnie bardzo żywiołowo. 

## Starożytny Izrael
Wiadomości o muzyce znajdują się w Starym Testamencie (przede wszystkim informacje o instrumentach) oraz w śpiewach synagogalnych, które zachowały się do dziś.
Rozwijała się muzyka obrzędowa. Wykonywano ją a capella. Muzyka była całkowicie podporządkowana tekstowi. Teksty psalmów opracowywano sylabicznie, czasem zdarzały się improwizacje melizmatyczne. Śpiewy pozostawały ametryczne. Wykorzystywano tylko skale diatoniczne. Muzykę tę przejął chorał gregoriański.
Istniała również muzyka taneczna i rozrywkowa, jednak do dziś zachowało się bardzo mało źródeł, mówiących o niej.

## Indie
Muzyka indyjska jest bardzo hermetyczna. To muzyka tradycyjna, która właściwie w niezmienionej formie zachowała się do dzisiejszych czasów. Dominował w niej śpiew, choć tworzono także muzykę instrumentalną. Tekst był podporządkowany muzyce.

### Raga
Dwuczęściowy utwór śpiewany, czasem instrumentalny.
I część – alapa.
Fragment, w którym prezentowano melodię i ją modyfikowano w oparciu o skale. Pojawiały się różne warianty melodii, często improwizowane. Służyło to nawiązaniu kontaktu z odbiorcami. Wykonawcom nie chodziło o aplauz publiczności; próbowano raczej wprowadzić słuchacza w pewnego rodzaju hipnozę, czemu miało służyć powtarzanie melodii i wykorzystywanie wciąż tego samego schematu rytmicznego. Celem ragi był trans zarówno odbiocy, jak i twórcy muzyki.
II część – prabandha.
Muzyk, który nawiązał więź z odbiorcą, starał się utrzymać ją i pogłębiać. Służyło temu wprowadzenie instrumentów perkusyjnych. Tempo utworu zwiększało się, ale schemat rytmiczny, zwany tala, pozostawał niezmienny. Ragom towarzyszyło wiele gestów, śpiew zaś charakteryzował się ozdobnością i melizmatycznością.

### Instrumentarium
- Sarangi – (sto barw) – instrument smyczkowy, strunowy. Gra się, siedząc w pozycji kwiatu lotosu. Lewa ręka skraca struny, prawa posługuje się smyczkiem. Instrument ma 40 strun, dlatego też ma grubą szyjkę. Mimo dużej ilości strun, gra się tylko na 3, reszta to struny rezononsowe. Instrument ma duże możliwości kolorystyczne. Można na nim wydobywać dźwięki na wiele sposobów, a najpopularniejszym z nich jest glissando.
- Tabla – bęben. Uderzany dłonią lub palcami. Nie jest strojony. Często bębny są łączone w pary, z czego jeden jest wyższy, a drugi niższy. Są wykorzystywane w drugiej części ragi.
- Surmandala – podobna do cytry. Jest wykorzystywana jako tło harmoniczne, ponieważ długo brzmi.
- Vina – gra się, siedząc w pozycji kwiatu lotosu. Pudło instrumentu wykonane jest z tykwy.
- Bansuri – flet wykonywany z drewna lub bambusa. Podobno najstarszy instrument świata. Według wierzeń hinduizmu ulubiony instrument Kryszny.
- Sitar – rodzaj lutni z dodatkowymi strunami burdonowymi.
- Dżaltarang – zespół miseczek porcelanowych, w które uderza się bambusową pałeczką. Aby uzyskać efekt tremola, uderza się w boki miseczek. Instrument pochodzi z Chin.

### Teoria muzyki
W Indiach znano wiele skal. Każda z nich zbudowana jest z 22 ćwierćtonów, zwanych śruti.

## Starożytna Grecja
Muzyka była związana nie tylko z obrzędami religijnymi, ale też z poezją i dramatem. Stanowiła część filozofii. Dominowała muzyka wokalna. Wykorzystywano instrumenty:
- strunowe szarpane: kitara, lira, harfa, magedis (harfa 20-strunowa), monochord, psałterium (pierwowzór cymbałów);
- dęte blaszane: trąba, róg, buccina (wprowadzała popłoch wśród zwierząt przeciwnika);
- dęte drewniane: aulos, fletnia Pana, flet;
- perkusyjne o nieokreślonej wysokości dźwięku.

Grecki inżynier Ktesibios skonstruował w III wieku p.n.e. w Aleksandrii organy hydrauliczne (woda wpływająca do naczynia wypierała powietrze, kierowane do piszczałek).

### Skale
Grecy stworzyli szereg skal, a fundamentem ich systemu był tetrachord - cztery kolejne dźwięki w obrębie kwarty. Skale greckie miały charakter opadający i składały się z dwóch tetrachordów. Pierwszy dźwięk skali był najwyższy.
Istniały 4 skale główne (autentyczne):
- dorycka: d1 – d
- frygijska: e1 – e
- lidyjska: f1 – f
- miksolidyjska: g1 – g

Ponadto Grecy stworzyli 8 skal plagalnych. Skale z przedrostkiem hypo- były położone o kwintę w dół od skali głównej, zaś skale z przedrostkiem hyper- o kwintę w górę od skali głównej:
- hypodorycka: a – A
- hyperdorycka: h1 – h
- hypofrygijska: g – G
- hyperfrygijska: a1 – a
- hypolidyjska: f – F
- hyperlidyjska: g1 – g
- hypomiksolidyjska: e – E
- hypermiksolidyjska: f1 – f

Tetrachordy zestawiano obok siebie albo łączono wspólnym dźwiękiem. Istniały skale diatoniczne, chromatyczne, enharmoniczne.
Uprawiano muzykę heterofoniczną – śpiewano melodię, której towarzyszył akompaniament, wykonujący warianty tej melodii.
Obliczenia matematyczne dotyczące proporcji dźwięków muzycznych dokonywano na monochordzie - instrumencie jednostrunowym, który służył tylko do tego celu, a nie do wykonywania muzyki. Badaniami zajmował się Pitagoras, który ustalił system kwintowy, oraz Didymos – system tercjowy.

### Rytm
Stosowano rytmikę poetycką. Używano poetyckich stóp metrycznych, czyli głosek długo- i krótkobrzmiących: trochej, jamb, amfibrach, daktyl, spondej. Długość sylab była zależna od tempa.

### Notacja
Stosowano notację literową, używając alfabetu greckiego.

### Taniec
- solowy – archezis
- zbiorowy – choreja
- taniec chłopców – gymnopedia – pokaz sprawności i siły

### Teoria muzyki
Muzykę traktowano jako element kosmosu. Potwierdzały to badania Pitagorasa, który stworzył kwintowy system dźwiękowy i uważał, że proporcje dźwiękowe są odzwierciedleniem proporcji kosmicznych. Stąd pochodzi pogląd o doskonałości harmonii muzycznej.
Damon z Aten (V w. p.n.e.) stworzył podstawy teorii etosu. Był to sposób oddziaływania na człowieka. Każda skala i utwór oparty na tej skali miał mieć różny wpływ na psychikę odbiorcy. I tak skala:
- dorycka oznaczała męstwo i odwagę;
- frygijska – zachwyt;
- lidyjska – trwogę i strach;
- miksolidyjska – smutek, żałobę, powagę.

Dopatrywano się moralnego i leczniczego działania muzyki, dlatego rozwinęły się takie dziedziny jak muzykoterapia, muzykologia, teoria muzyki, pedagogika muzyczna, instrumentologia, akustyka.

### Ruch amatorski
Wędrowni instrumentaliści i śpiewacy, do których zalicza się rapsodów, wagantów i eodów.

### Dramat starogrecki
We wcześniejszych okresach, przed powstaniem dramatu, istniała liryka z udziałem aulosu czy kitary, wykonywana przez eodów i rapsodów. Uprawiano trzy rodzaje dramatu: tragedia, komedia i dramat satyrowy. W okresie hellenistycznym w dramacie brały udział grupy śpiewaków, tancerzy i aktorów.
Próba nawiązania do dramatu starogreckiego u progu baroku przyczynił się do powstania opery. Dramat satyrowy zainspirował w XVIII w. w Londynie tzw. operę żebraczą.

### Najwybitniejsi twórcy muzyki starożytnej
- Safona
- Ajschylos – przewaga chórów
- Sofokles – zrównoważenie roli chórów i solistów
- Eurypides – przewaga solistów

### Zabytki muzyki starożytnej
- dwa Hymny delfickie ku czci Apollina (II w. p.n.e.), wyryte na skarbcu w Delfach
- Hymn chrześcijański z Oksyrynchos
- Hymn do Muzy
- Hymn do Słońca
- Hymn do Nemezis
- Skolion zapisany w formie epitafium na grobowcu Seikilosa – II w. p.n.e.

Epitafium Seikilosa

Jak długo żyjesz, raduj się życiem

i niczym się nie smuć.

Życie dane nam jest na krótko,

czas zażąda jego zwrotu.

## Starożytny Rzym
Podobnie jak w Grecji, muzyka towarzyszyła poezji i formom dramatycznym, jak mimy czy atellany. Klimat sprzyjał temu, aby grać i śpiewać na otwartej przestrzeni. Przed podbojem Grecji najpopularniejszymi instrumentami były instrumenty dęte. Często używano trąb, które początkowo nie były zwijane.
Po podboju Grecji w Rzymie upowszechniły się instrumenty takie jak lira czy aulos. Muzyka podkreślała splendor i bogactwo, czemu służyło wykorzystanie dużych zespołów wokalnych i instrumentalnych. Wtedy też wykrystalizował się podział na twórców i słuchaczy. Wcześniej muzykę współtworzono.
W Rzymie tragedia nie zyskała popularności. Za to dużym powodzeniem cieszyła się komedia, będąca zlepkiem dialogów i popularnych piosenek. Duże znaczenie miała muzyka wojenna. Rozwinęło się muzykowanie uliczne. Używano instrumentów:
- dętych blaszanych, jak buccina
- organów wodno-hydraulicznych.

## Literatura
- C. Sachs Muzyka w świecie starożytnym, Kraków (PWM) 1988
- D. Szlagowska Muzyka antyku, Gdańsk, Akademia Muzyczna 1998
- J. Landels Muzyka starożytnej Grecji i Rzymu, Kraków, Homini 2003
- D. Gwizdalanka Historia muzyki 1 – rozdz. poświęcony muzyce starożytnej s. 11-22, Kraków (PWM) 2005
- M. Kowalska ABC historii muzyki – rozdz. o muzyce starogreckiej s. 23-32, Kraków (Musica lagellonica) 2001